# 弶港镇
弶港镇，是中华人民共和国江苏省盐城市东台市下辖的一个乡镇级行政单位。新东镇已并入此镇。

## 行政区划
弶港镇下辖以下地区：
新港社区、渔舍社区、弶南社区、弶港社区、黄海社区、镇海社区、六里社区、海堤社区、海滨社区、蹲门社区、王港社区、新镇社区、沿堤村、边闸村、新川村、堤利村、双墩村、尖南村、前哨村、花舍村、中来村、姜墩村、新洋村、新灶村、盐村、潘堡村、东风村、新先村、新海村、农场和果林场。

## 争议
位于弶港镇东的条子泥地区原属于江苏盐城国家级珍禽自然保护区最南端区域，为配合“百万亩滩涂围垦”而被划出保护区设立条子泥垦区。为保持保护区面积不缩水，相当面积的海域被划入该珍禽保护区。